# カテリーナ・ボゼッティ
カテリーナ・ボゼッティ（Caterina Bosetti、1994年2月2日 - ）は、イタリアの女子バレーボール選手。バレーボールイタリア女子代表。

## 来歴

### クラブチーム
ブスト・アルシーツィオ出身。2009年、GSO Pallavolo Femminile Villa Corteseへ入団。2009/10～2011/12シーズンはセリエA1リーグで3年連続で準優勝した。2013/14シーズンはブラジル・スーパーリーガのOsasco Voleibol Clubeに加入し、スーパーリーガ3位、南米クラブ選手権で準優勝した。2014/15シーズンはトルコリーグのガラタサライでプレーした。2015/16シーズンはイゴール・ゴルゴンゾーラ・ノヴァーラと契約し、イタリアセリエA1リーグで6位だった。2016/17シーズンはRiver Volleyでプレーしリーグ準優勝した。2018/19シーズンはカザルマッジョーレへ移籍し2年間プレーした。2020/21シーズンからは再びイゴール・ゴルゴンゾーラ・ノヴァーラでプレーし、2020/21シーズンのリーグ準優勝、欧州チャンピオンズリーグで3位となった。

### 代表チーム
アンダーカテゴリーの代表として2010年にセルビアで開催されたジュニアのヨーロッパ選手権で母国を優勝へ導き、自身も大会MVPに輝いた。2011年7月に行われたFIVB世界ジュニア選手権にて初優勝を果たし、MVPとベストスパイカー賞を受賞した。同年にシニア代表に初選出され、同年11月に日本で行われたワールドカップでデビューし、金メダルを獲得した。2012年、ロンドンオリンピックに出場し5位となった。
2013年からはレギュラーに抜擢され、ワールドグランプリでは5位となった。2014年9-10月に自国で開催された世界選手権に出場した。2015年、欧州選手権に出場した。2017年、ワールドグランプリで銀メダルを獲得した。2021年に代表復帰し同年7-8月の東京五輪のメンバーに選ばれた。2022年のネーションズリーグでは攻守に活躍をみせて金メダルを獲得し、自身もベストアウトサイドヒッター賞を受賞した。また、同年9-10月の世界選手権では銅メダルを獲得した。

## 人物
同じく代表でプレーしたルチア・ボゼッティは実姉。

## 球歴
- オリンピック - 2012年、2021年、2024年
- 世界選手権 - 2014年、2022年
- ワールドカップ - 2011年
- 欧州選手権 - 2013年、2015年、2017年
- ワールドグランプリ - 2012年、2013年、2014年、2015年、2017年
- ネーションズリーグ - 2019年、2022年

## 受賞歴
- 2010年 - ジュニア欧州選手権 MVP
- 2011年 - U-20世界選手権 MVP、ベストスパイカー賞
- 2013年 - イタリアスーパーカップ MVP
- 2021年 - 2020/21イタリアセリエA1 ベストスパイカー賞
- 2022年 - ネーションズリーグ ベストアウトサイドヒッター賞

## 所属クラブ
- GSOヴィッラ・コルテーゼ（2009-2013年）
- オザスコ・バレーボールクラブ（2013-2014年）
- ガラタサライ （2014-2015年）
- イゴール・ゴルゴンゾーラ・ノヴァーラ（2015-2016年）
- River Volley（2016-2018年）
- カザルマッジョーレ（2018-2020年）
- イゴール・ゴルゴンゾーラ・ノヴァーラ（2020-2024年）
- ワクフバンク（2024年-）